# Ångbåtsbiff
Ångbåtsbiff är en maträtt som främst serveras ombord på ångbåtar. Rätten är en skärgårdsvariant av biffstek med lök, enligt traditionen ursprungligen tillagad på fartygets heta ångpanna.
Namnet tillskrivs författaren Bo Grandien som använde ordet för första gången i Svenska Dagbladet i juni 1960. Då syftade han på de biffar med lök och stekt potatis som tillagades på den koleldade spisen i kabyssen i ångfartyget S/S Mariefred. Än i dag serveras biffen på traden Stockholm - Mariefred som fartyget trafikerat sedan 1903. Ångbåtsbiffen har därefter blivit en vanlig maträtt i matsalarna på svenska ångbåtar.
Ordet ångbåtsbiff förekommer dock i svensk dagspress redan 1929.